# Nationaal park Watheroo
Het nationaal park Watheroo is een nationaal park op de grens van de regio's Mid West en Wheatbelt in West-Australië. Het ligt ongeveer 190 kilometer ten noorden van de hoofdstad Perth en 50 kilometer van Moora. Het park is bekend voor de Jingamia Cave.

## Geschiedenis
De naam van het park is afgeleid van de aboriginesnaam voor een nabijgelegen waterbron waarnaar ook het belendende dorp werd vernoemd. De naam werd voor het eerst in 1873 door een landmeter opgetekend.
Sommige bronnen geven 1955 als datum waarop het nationaal park gesticht werd, andere spreken over 1969.
In 2010 gaf de Environmental Protection Authority of Western Australia aan het bedrijf Latent Petroleum de toelating om het onder het nationaal park liggende Warro-reservoir middels een seismiek onderzoek te bestuderen. In 2017 stelde de West-Australische overheid een moratorium op fracking in waardoor het project stil ligt.

## Ligging
Het park ligt ten westen van de Midlands Road, tussen Badgingarra in het westen en Watheroo in het oosten. Het noorden van het park grenst aan het Pinjarrega-natuurreservaat. In het oosten wordt het park begrensd door een kleine waterloop, Low Creek, die in het zuiden in de rivier Moore uitmondt. Elders grenst het park aan landbouwgebied.

## Beschrijving
Het park bestaat grotendeels uit een zandvlakte. De vlakte is begroeid met heide, mallee en banksia. In het westen van het park staan bosjes eucalyptus. Tussen juli en november groeit er een verscheidenheid aan wilde bloemen waaronder de Verticordia eriocephala (En: Bush Cauliflower) en de Verticordia grandis (En: Scarlet Feather Flower).
Het gebied fungeert als een drainagebekken tussen de Darling en Dandaragan-plateaus. De bodem bestaat uit kwartszand. Hier en daar worden heuvels gevormd door ontsluitingen uit zandsteen. De heuvels zijn soms met lateriet bedekt.